# María Chinchilla Recinos
Pour les articles homonymes, voir Chinchilla (homonymie).
María Chinchilla Recinos, connue sous le nom de María Chinchilla (2 septembre 1909 - 25 juin 1944) est une institutrice guatémaltèque assassinée par la cavalerie du général Jorge Ubico lors d'une manifestation pacifique contre le gouvernement. Elle est considérée comme une héroïne nationale. 

## Biographie
Née à Asunción Mita dans le département de Jutiapa, Chinchilla obtient son diplôme d'institutrice à Xalapa en 1927 en tant que major de sa promotion. Après avoir enseigné à Asunción Mita, elle s'installe à Guatemala en 1932 où elle enseigne dans plusieurs institutions. 
En 1944, les instituteurs du Guatemala présentent une demande d'augmentation de salaire au dictateur du pays, le général Ubico, après que celui-ci ai décidé d'augmenter le salaire des fonctionnaires mais seulement pour ceux gagnant moins de 15 quetzals par mois, ce qui n'est pas le cas des enseignants. Dans le même temps, les étudiants de l'Université de San Carlos demandent le renvoi de leur doyen, trop lié au pouvoir. Ubico accepte finalement les demandes des étudiants mais le nouveau doyen ne fait que renforcer leur mécontentement. Le 22 juin, 311 intellectuels guatémaltèques signent une pétition, connue sous le nom de « Carta de los 311 », envoyée au président Ubico pour qu'il rétablisse les droits constitutionnels qu'il venait de supprimer à la suite des manifestations étudiantes. Parmi les signataires, on trouve Julio César Méndez Montenegro, David Vela (es) ou encore Manuel Galich (es). 
Le mécontentement s'accentue à un point tel que le 25 juin 1944, quelque 300 enseignantes habillées en tenue de deuil se lancent dans une manifestation pacifique à l'Église de Saint-François (Guatemala) (es) (à cinq pâtés de maisons du palais national) appelant à la liberté, à la démocratie et à la démission du dictateur. Chinchilla, l'une des organisatrices, est tuée d'une balle à la joue droite par les troupes du gouvernement. Le lendemain, elle est enterrée dans le Panteón del Maestro (Panthéon des enseignants) du cimetière général de Guatemala. Chincilla est aujourd’hui considérée comme une héroïne nationale, sa mort ayant fortement contribué à la démission d'Ubico quelques jours plus tard,,. 

## Hommages
- Le 6 juillet 1944, l'association des enseignants guatémaltèques (Asociación Nacional de Maestros), décide de faire du 25 juin le Dia del Maestro (journée de l'institutrice) en mémoire de María Chinchilla Recinos[10].
- Une école est nommée en son honneur dans sa ville d'Asunción Mita[11].